# Impunity Esports
Impunity Esports（简称IMP）为电子竞技俱乐部，总部设在新加坡。目前拥有《英雄联盟》、《王者荣耀》、《无尽对决》等分部。

## 英雄联盟（已解散）
2021年，Impunity Gaming正式成立英雄联盟分部，并参加英雄聯盟太平洋職業聯賽。
後於升降賽（PCS 2024 Spring Promotion）落敗而降級，與 Alternative Gaming 達成合作夥伴關係，並以 Impunity 的名義參加PCL太平洋挑戰者聯賽。
於 2024 年 12 月 Alternative Gaming 終止與 Impunity 的合作，《英雄聯盟》分隊解散。
| 位置   | ID      | 备注 |
| ------ | ------- | ---- |
| 主教练 | Taizan  |      |
| 上路   | Driver  |      |
| 打野   | Alex    |      |
| 中路   | M1ssion |      |
| 下路   | Anex    |      |
| 下路   | Atlen   |      |
| 辅助   | Natur3  |      |

## 王者荣耀
Impunity Gaming于2020年成立王者荣耀分部，并参赛王者荣耀职业联赛国际巡回赛，由于比赛取消，IMP暂时解散该分部。2022年，IMP重新成立王者荣耀分部，目前参加王者荣耀亚洲职业联赛。并且获得2022年王者荣耀世界冠军杯、2023年王者荣耀世界冠军杯、2024年王者榮耀洲際邀請賽S2賽季参赛资格。
| 位置   | 选手ID  |
| ------ | ------- |
| 主教练 | Mercury |
| 对抗路 | AhXing  |
| 打野   | Black   |
| 中路   | Xhero   |
| 发育路 | XiaoLin |
| 游走   | Megumi  |

### 榮譽
- 2022年KIC王者榮耀世界冠軍杯
  - 南亞預選賽：冠軍
  - 外卡賽：亞軍
  - 正賽：小組賽（B組第三）
- 2023年KAW王者榮耀亞洲職業聯賽
  - S1賽季：亞軍
  - S2賽季：冠軍
- 2023年KIC王者榮耀世界冠軍杯
  - 外卡選拔賽：第四名
  - 正賽：小組賽（C組第三）
- 2024年KIS王者榮耀洲際邀請賽S2賽季
  - 緬甸/柬埔寨預選賽：冠軍
  - 正賽：八強

## 无尽对决
2019年，IMP在柬埔寨成立无尽对决分部。
| 位置   | 选手ID    | 备注 |
| ------ | --------- | ---- |
| 主教练 | NorthKing |      |
| 教练   | Bob       |      |
| 经验路 | Boom      |      |
| 打野   | SDzyz     |      |
| 打野   | Oppi      |      |
| 打野   | Panha     |      |
| 中路   | Hate      |      |
| 中路   | Senpai    |      |
| 中路   | Obi       |      |
| 金币路 | LuTu      |      |
| 辅助   | Tyyy      |      |

### 荣誉
- 2022年MPL柬埔寨春季赛总冠军
- 2021年MPL柬埔寨S1季军
- M1无尽对决世界锦标赛柬埔寨入围赛冠军